# Cangas de Onís
Cangas de Onís(asztúriai nyelven Cangues d'Onís) község Spanyolországban, Asztúria autonóm közösségben. Cangas de Onís Amieva, Parres, Ribadesella, Llanes, Onís és Posada de Valdeón községekkel határos. Lakosainak száma 6316 fő (2024).
Ez volt Asztúria első fővárosa.
Területén található a bazilikájáról (is) nevezetes Covadonga, ennek közelében pedig a covadongai tavak néven ismert gleccsertóegyüttes.

## Népesség
A település népessége az utóbbi években az alábbiak szerint változott:
| Lakosok száma | 6322 | 6494 | 6599 | 6761 | 6787 | 6678 | 6332 | 6163 | 6260 | 6316 |
|               | 2001 | 2004 | 2007 | 2009 | 2012 | 2014 | 2017 | 2019 | 2022 | 2024 |